# Janet Leigh
Janet Leigh (născută Jeanette Helen Morrison, n. 6 iulie 1927, Merced, California, SUA – d. 3 octombrie 2004, Beverly Hills, California, SUA) a fost o actriță americană, cântăreață, dansatoare și autor.  

## Biografie
A crescut în Stockton, California într-o familie de muncitori. Janet Leigh a fost descoperită la vârsta de 18 ani de către actrița Norma Shearer, care a ajutat-o să încheie un contract cu Metro-Goldwyn-Mayer. Leigh a debutat oficial ca actriță  când a apărut în programele radio înainte de a juca în primul său film   The Romance of Rosy Ridge (1947).

## Filmografie

### Film
| An   | Titlu                                     | Rol                                       | Note | Ref.   |
| ---- | ----------------------------------------- | ----------------------------------------- | --- | ------ |
| 1947 | The Romance of Rosy Ridge                 | Lissy Anne MacBean                        | | [ 10 ] |
| 1947 | If Winter Comes                           | Effie Bright                              | | [ 10 ] |
| 1948 | Hills of Home                             | Margit Mitchell                           | Titluri alternative: Danger in the Hills and Master of Lassie | [ 10 ] |
| 1948 | Words and Music                           | Dorothy Feiner Rodgers                    | | [ 10 ] |
| 1949 | How to Smuggle a Hernia Across the Border |                                           | Scurtmetraj | [ 11 ] |
| 1949 | Act of Violence                           | Edith Enley                               | | [ 10 ] |
| 1949 | Little Women                              | Meg March                                 | | [ 10 ] |
| 1949 | The Red Danube                            | Maria Buhlen                              | | [ 10 ] |
| 1949 | The Doctor and the Girl                   | Evelyn Heldon                             | Titlu alternativ: Bodies and Souls | [ 10 ] |
| 1949 | That Forsyte Woman                        | June Forsyte                              | Titlu alternativ: The Forsyte Saga | [ 10 ] |
| 1949 | Holiday Affair                            | Connie Ennis                              | | [ 10 ] |
| 1951 | Strictly Dishonorable                     | Isabelle Perry                            | | [ 10 ] |
| 1951 | Angels in the Outfield                    | Jennifer Paige                            | | [ 10 ] |
| 1951 | Two Tickets to Broadway                   | Nancy Peterson                            | | [ 10 ] |
| 1951 | It's a Big Country                        | Rosa Szabo Xenophon                       | | [ 10 ] |
| 1952 | Just This Once                            | Lucy Duncan                               | | [ 10 ] |
| 1952 | Scaramouche                               | Aline de Gavrillac de Bourbon             | | [ 10 ] |
| 1952 | Fearless Fagan                            | Abby Ames                                 | | [ 10 ] |
| 1953 | The Naked Spur                            | Lina Patch                                | | [ 10 ] |
| 1953 | Confidentially Connie                     | Connie Bedloe                             | | [ 10 ] |
| 1953 | Houdini                                   | Bess Houdini                              | | [ 10 ] |
| 1953 | Walking My Baby Back Home                 | Chris Hall                                | | [ 10 ] |
| 1954 | Prince Valiant                            | Princess Aleta                            | | [ 10 ] |
| 1954 | Living It Up                              | Wally Cook                                | | [ 10 ] |
| 1954 | The Black Shield of Falworth              | Lady Anne                                 | | [ 10 ] |
| 1954 | Rogue Cop                                 | Karen Stephanson                          | | [ 10 ] |
| 1955 | Pete Kelly's Blues                        | Ivy Conrad                                | | [ 10 ] |
| 1955 | My Sister Eileen                          | Eileen Sherwood                           | | [ 10 ] |
| 1956 | Safari                                    | Linda Latham                              | | [ 10 ] |
| 1957 | Jet Pilot                                 | Lt. Anna Marladovna Shannon / Olga Orlief | | [ 10 ] |
| 1958 | Touch of Evil                             | Susan Vargas                              | | [ 10 ] |
| 1958 | The Vikings                               | Morgana                                   | | [ 10 ] |
| 1958 | The Perfect Furlough                      | Lt. Vicki Loren                           | | [ 10 ] |
| 1960 | Who Was That Lady?                        | Ann Wilson                                | Laurel Award for Top Female Comedy Performance (4th place) | [ 10 ] |
| 1960 | Psycho                                    | Marion Crane                              | Golden Globe Award for Best Supporting Actress – Motion Picture Laurel Award for Top Female Supporting Performance (2nd place) Nominalizare – Academy Award for Best Supporting Actress | [ 10 ] |
| 1960 | Pepe                                      | Herself                                   | Laurel Award for Top Female Comedy Performance | [ 10 ] |
| 1962 | The Manchurian Candidate                  | Eugenie Rose Chaney                       | | [ 10 ] |
| 1963 | Bye Bye Birdie                            | Rosie DeLeon                              | | [ 10 ] |
| 1963 | Wives and Lovers                          | Bertie Austin                             | | [ 10 ] |
| 1966 | Kid Rodelo                                | Nora                                      | | [ 10 ] |
| 1966 | Harper                                    | Susan Harper                              | Titlu alternativ: The Moving Target | [ 10 ] |
| 1966 | Three on a Couch                          | Dr. Elizabeth Acord                       | | [ 10 ] |
| 1966 | An American Dream                         | Cherry McMahon                            | Titlu alternativ: See You in Hell, Darling | [ 10 ] |
| 1967 | The Spy in the Green Hat                  | Miss Diketon                              | | [ 12 ] |
| 1967 | Grand Slam                                | Mary Ann                                  | Titlu alternativ: Ad ogni costo | [ 10 ] |
| 1969 | Hello Down There                          | Vivian Miller                             | Titlu alternativ: Sub-A-Dub-Dub | [ 10 ] |
| 1972 | One Is a Lonely Number                    | Gert Meredith                             | Titlu alternativ: Two Is a Happy Number | [ 10 ] |
| 1972 | Night of the Lepus                        | Gerry Bennett                             | Titlu alternativ: Rabbits | [ 10 ] |
| 1979 | Boardwalk                                 | Florence Cohen                            | | [ 10 ] |
| 1980 | The Fog                                   | Kathy Williams                            | | [ 10 ] |
| 1985 | The Fantasy Film Worlds of George Pal     | Herself                                   | Film documentar | [ 13 ] |
| 1998 | Halloween H20: 20 Years Later             | Norma Watson                              | | [ 14 ] |
| 2005 | Bad Girls from Valley High                | Mrs. Witt                                 | Filmed in 2000; lansare postumă (ultimul ei rol de film) | [ 15 ] |